# دونالد إيغل
دونالد إيغل (بالإنجليزية: Donald Eagle)‏ هو دراج نيوزيلندي، ولد في 28 يوليو 1936 في أوكلاند في نيوزيلندا.

## وصلات خارجية
- دونالد إيغل على موقع أوليمبيديا (الإنجليزية)